# Moskee Taibah
De Moskee Taibah of Djame Masjid Taibah is een (Surinaams-Hindostaanse) moskee in Amsterdam-Zuidoost.
Ze is gelegen aan de Karspeldreef ten zuiden van metrostation Kraaiennest.  De moskee is na grote wens van pionier Mohammed Radja Imamdi, beter bekend als Mustafa en met steun van Imam Shah Ahmed Noorani Siddiqui gerealiseerd door de in Suriname geboren Mohamed Idris Luqman (1950-1999) en de gemeenschap van Amsterdam Zuidoost. De moskee Taibah is een moskee die voornamelijk bijgewoond wordt door moslims, uit Suriname, India en Pakistan. Het gebouw wordt gesierd met ronde koepels en grote minaretten. De bouwkunst is geïnspireerd door de moskeeën uit Pakistan en India. Het gebouw is dan ook een combinatie van uitheemse islamitische kenmerken en moderne materialen en vormen. De moskee is ontworpen door de Nederlandse architect Paul Haffmans en kwam in 1985 gereed. Veel bezoekers en bewoners zijn trots en noemen het gebouw dan ook de witte parel van de Bijlmer. 
Later bleek echter de huidige ruimte, waar ongeveer 500 bezoekers in konden, te klein te zijn. Het aantal bezoekers nam in de jaren negentig flink toe. In 1998 vond daarom met veel dank aan Mohammed Joenoes Abdul-Gaffar een grootscheepse verbouwing plaats. Daarbij werden drie extra koepels geplaatst en de minaretten verbouwd. De extra koepels zorgen voor een betere akoestiek in het gebouw, waardoor de imam een grotere menigte zonder stemverheffing kan toespreken. Na de verbouwing biedt de moskee plaats aan zo’n duizend bezoekers. Op een gemiddelde dag ligt het aantal bezoekers voor het middaggebed op de zevenhonderd, met feestdagen zijn dat er altijd meer.

De moskeeruimte is naar Mekka gericht. Het gebouw is opgetrokken in een betonskelet. Haffmanns combineerde een traditioneel moskeegebouw (met minaretten, koepel en mihrab) met moderne bouwmaterialen.